# 1814 en Italie
Chronologie de l'Italie
- 1810
- 1811
- 1812
- 1813
- 1814
- 1815
- 1816
- 1817
- 1818

## Événements
- 6 et 11 janvier, Italie : Murat, pour conserver le trône de Naples, signe une convention d’armistice avec le Royaume-Uni et s’allie à l’Autriche[1]. Il évite pendant la campagne de 1814 à se heurter de front au camp français et à Eugène de Beauharnais.
- 8 février, royaume d’Italie : victoire du prince Eugène à la bataille du Mincio[2].
- 13-15 avril : défaite française à la bataille du Taro[3].

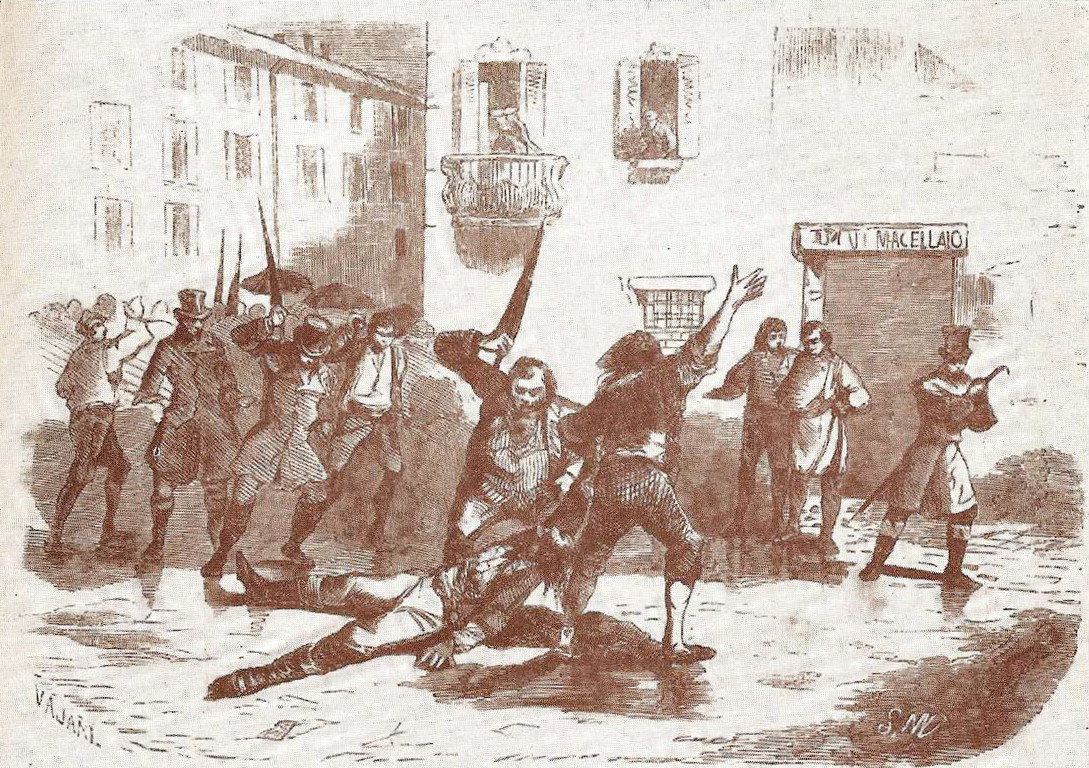
20 avril : lynchage de Giuseppe Prina, ministre des Finances du royaume d’Italie à Milan

- 20 avril : soulèvement de Milan ; lynchage de Giuseppe Prina, ministre des Finances du royaume d’Italie à Milan[2]. Melzi, chef du gouvernement du royaume d'Italie pense que l’unique solution après la défaite française de Leipzig (octobre 1813) est la proclamation de l’indépendance. Le vice-roi Eugène de Beauharnais, qui commande encore 45 000 hommes, n’accepte qu’après l’abdication de Napoléon le 4 avril. Mais au Sénat le plan Melzi est mis en pièces par l’opposition menée par Federico Confalonieri, hostile à tout lien avec la France métropolitaine. Les troubles suscités, le lynchage de Giuseppe Prina, ministre des Finances (20 avril), marquent la fin de toute velléité de résistance militaire aux Alliés. Le gouvernement de Vienne restaure la carte de l’Italie sur des bases prérévolutionnaires.
- 21 mai : Victor-Emmanuel Ier de Savoie arrive à Turin et décrète « l’observation des constitutions royales de 1770 ». Il devient roi de Piémont (fin en 1821)[4].
- 24 mai : le pape Pie VII, libéré par Napoléon, quitte Fontainebleau le 23 janvier et rentre à Rome. Il envoie son représentant Consalvi au Congrès de Vienne et retrouvera ses États[5].
- 30 mai : premier traité de Paris. Le traité — qui ramène le territoire de la France aux frontières de 1792[6] — rend le comté de Nice et une partie de la Savoie au duc Victor-Emmanuel. La maison de Savoie est rétablie dans ses droits et les frontières de 1760 sont rétablies.

## Culture

### Opéras créés en 1814

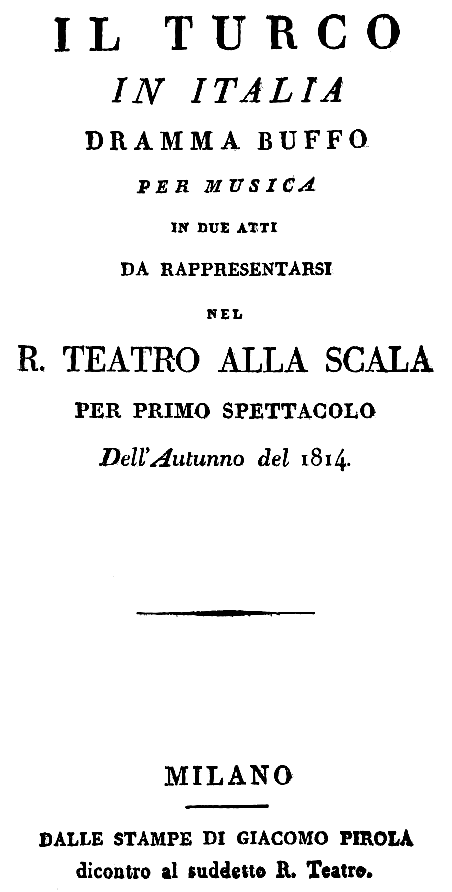
Couverture du livret dIl turco in Italia - Teatro alla Scala, Milan, 1814

- 14 août : création d'Il turco in Italia (Le Turc en Italie), opéra de Gioachino Rossini à la Scala de Milan.
- 26 décembre : création de Sigismondo, opéra de Gioachino Rossini à La Fenice de Venise.

## Naissances en 1814
- 6 janvier : Marie-Hélène Bettini, religieuse, fondatrice des Filles de la divine providence de Rome et reconnue vénérable par l'Église catholique. († 21 décembre 1894)

- 4 février : Antonio Zòna, peintre dont le style allie le néo-classicisme et le style romanttique. († 1er février 1892)
- 21 février : Nicolò Gabrielli, compositeur. († 14 juin 1891)
- 26 février : Giuseppe Lillo, compositeur. († 4 février 1863)
- 10 mai : Luigi Bisi, peintre, dessinateur et architecte. († 11 septembre 1886)
- 31 décembre : Silvestro Valeri, peintre. († 1902)

## Décès en 1814
- 22 juin : Francesco Celebrano, 85 ans, peintre et sculpteur, l'un des principaux artistes napolitains du XVIIIe siècle, peintre de la famille royale du roi Ferdinand IV de Bourbon. (° 27 mars 1729)
- 19 août : Angelo Tarchi, 54 ans, compositeur d'opéra. (° 1760).
- 16 novembre : Giuseppe Maggiolini, 76 ans, ébéniste, célèbre pour ses meubles en marqueterie. (° 13 novembre 1738)